# Археологический музей Эани
Археологический музей Эани — находится в городке Эани (греч. Αιανή), Западная Македония, Греция.

## Древний город Эани
Сегодняшний городок Эани расположен недалеко от реки Алиакмон, в 22 километрах южнее города Козани.
Эани с 2010 года имеет статус исторического центра нома Козани. Своё имя Эани ведёт от древнего македонского города, именуемого Эанес, Эани и Эана (греч. Αιάνες, Αιάνη, Αίανα), принадлежавшего области Элимия (греч. Ελιμία), бывшего столицей эанов (греч. Αιάνες) или элимиотов (греч Ελιμιωτών). Древний Эани расположен в 1,5 километрах от сегодняшнего городка. Основателем Эани упоминается Эанос (греч. Αιανός), сын Элима (греч γιός του Ελύμου) царя македонского города Тиррены (греч. βασιλέως των Τυρρηνών, μιας Μακεδονικής πόλης).

## Музей
Хотя музей был открыт в 1970 году, располагая коллекцией древностей античного города Эани, с 1983 году большое число других находок сделало необходимым расширение музея, чтобы принять новые экспонаты. Раскопки подтвердили существование организованного города, датируемого со второго тысячелетия до н. э. до 100 года до н. э., когда он был заброшен, вероятно после землетрясения. Были раскопаны важные архитектурные элементы, захоронения, датируемые с доисторических времён до Позднего эллинистического периода.
Строительство нового музея началось в 1992 году, но открытие музея задержалось по разным причинам включая землетрясение 13 марта 1995 года. Находки хранились в разных местах, включая здание муниципалитета, строительство музея было наконец завершено в 1997, но только два выставочных зала музея были открыты в октябре 2002 года.
Располагаясь сегодня в двухэтажном здании, Археологический музей Эани отображает историю древнего города, столицы Элимии (греч.Ελιμία, Ελιμιώτις,Ελιμεία), которая была одним из наиболее важных полуавтономных царств Верхней Македонии. Музей включает в себя восемь выставочных залов, но только два из них открыты для посетителей, а также залы хранения, офисы, библиотеку, студию зарисовок, многоцелевой зал выставок/лекций и лабораторию консервации предметов из металла и терракоты. С 1995 по октябрь 2002 года многоцелевой зал хранит коллекцию икон, тексты, карты и копии древностей.
Важные коллекции включают в себя находки Позднего Бронзового века (1500 −1200 до н.э) и Архаического и Классического периодов (600 −500 до н. э.), которые дают важную информацию о зарождении дорийских македонских народностей в регионе а также о развитии самого Эани, в частности в 6-м веке до н. э.
- Золотое украшение 6-го века до н.э.
- Сосуды с матовой росписью XIV века до н.э.
- Глиняная фигурка коры (греч. Κόρη- дочь, молодая женщина), датируемая второй половиной 6-го века до н.э.
- Глиняная фигурка древней греческой богини Афины
- Глиняная подставка с матовой росписью 14-й век до н.э.